# Oficial de cazadores a la carga
Oficial de cazadores a caballo de la guardia imperial, a la carga (1812) es un cuadro del pintor romántico francés Théodore Géricault. Se trata de un óleo sobre lienzo.
Esta pintura, que revela el interés del autor por un asunto contemporáneo, se le ocurrió a Géricault cuando, estando en una fiesta popular en Saint-Cloud, el ruido hizo que de repente se encabritase un caballo. Inmediatamente hizo toda una serie de bocetos con este motivo.
Géricault se dio a conocer con el tema de los caballos y de los asuntos militares, como esta pintura, gracias a la cual consiguió la medalla de oro en el Salón de París de 1812. Es considerada su primera gran obra. Revela su interés en la representación de un asunto contemporáneo.
Representa a un oficial de la caballería de Napoleón sobre un caballo, preparado para atacar. El ruido de los cañones encabrita al fogoso caballo. De esta manera el oficial, que ya ha desenvainado su sable, queda por encima del polvo de la batalla. 
La pintura es representativa del romanticismo francés y tiene un motivo similar a la obra de Jacques Louis David Napoleón cruzando los Alpes, pero hay un conjunto de características en esta pintura que la alejan del clasicismo, como su disposición diagonal dramática y el vigoroso manejo de la pintura, con pinceladas bruscas. Esta disposición del caballo encabritado y elevado en diagonal evidencia las influencias de la pintura barroca, en concreto del estilo de Rubens. No en vano, Géricault estudió obras de este pintor flamenco, así como la Batalla de Constantinopla, de la escuela de Rafael. 
Este apartamiento formal del pintor del imperio, David, evidencia un cambio en el ambiente francés, en el año en que la grandeza y los sueños del emperador estaban chocando con problemas en la campaña de Rusia y en España. El oficial es fogoso, pero el caballo parece asustarse ante un atacante invisible, representando así las dudas de su tiempo, las ruinas del imperio, la conciencia de la muerte.

## Biografía
- Chu, Petra ten-Doesschate. Nineteenth Century European Art. Prentice Hall: Upper Saddle River, NJ: 2006.
- Carrassat, P.F.R., Maestros de la pintura, Spes Editorial, S.L., 2005. ISBN 84-8332-597-7
- Eschenburg, B., y Güssow, I., «El Romanticismo y el Realismo » en Los maestros de la pintura occidental, Taschen, 2005, pág. 425, ISBN 3-8228-4744-5

- Datos: Q3349704
- Multimedia: An Officer of the Imperial Horse Guards Charging - Géricault (Louvre INV 4885) / Q3349704